# Maireana coronata
Maireana coronata là loài thực vật có hoa thuộc họ Dền. Loài này được (J. Black) Paul G. Wilson mô tả khoa học đầu tiên năm 1975.